# Zollunion

Aktuell existierende Zollunionen:
Europäische Zollunion (EUCU, Zollunion zwischen Europäischer Union, Türkei, Andorra und San Marino)
Zollunion zwischen Russland, Belarus und Kasachstan (EACU, seit dem 1. Juli 2010 in Kraft), siehe Eurasische Wirtschaftsunion
Ostafrikanische Gemeinschaft (EAC, Zollunion zwischen Burundi, Kenia, Ruanda, Tansania und Uganda)
Westafrikanische Wirtschafts- und Währungsunion (WAEMU)
Zollunion des Südlichen Afrika (SACU)
Zentralafrikanische Wirtschafts- und Währungsgemeinschaft (CEMAC)
Mercosur
Andengemeinschaft (CAN)
Karibische Gemeinschaft (CARICOM)
Zentralamerikanisches Integrationssystem (CACM)
Golf-Kooperationsrat (GCC)
Schweiz – Liechtenstein (CH-FL, seit 1924, Schweizer Zollgebiet)

Als Zollunion bezeichnet man in der Volkswirtschaftslehre eine Form der wirtschaftlichen Integration. Dabei handelt es sich um einen Zusammenschluss von Staaten, die ein gemeinsames Zollgebiet bilden.

## Struktur
Eine Zollunion besteht zum einen aus einer Freihandelszone (d. h. Abschaffung von Binnenzöllen und anderen Handelsbeschränkungen). Dadurch werden u. a. Waren bei einem Verbringen von einem Mitgliedstaat in den anderen bei der Zollanmeldung nicht mehr mit Zollabgaben (Zöllen) belastet. Der Nachweis erfolgt im internen gemeinschaftlichen Versandverfahren durch ein T2-Papier. Dieser Nachweis ist jedoch nur erforderlich, sofern im Rahmen des Transports das Gebiet eines Drittlandes berührt wird (z. B. von Italien nach Deutschland über die Schweiz).
Zum anderen zeichnet sich eine Zollunion durch einen gemeinsamen Außenzoll der Mitgliedstaaten gegenüber Drittländern aus. Die Bildung von Zollunionen ist mit handelsschaffenden und handelsumlenkenden Effekten verbunden. Handelsschaffung entsteht dadurch, dass sich durch den Wegfall von Zöllen ausländische Waren verbilligen, wodurch der Außenhandel angeregt wird. Zu Handelsumlenkung kommt es dadurch, dass Handelspartner, die außerhalb der Zollunion bleiben, gegenüber jenen innerhalb der gebildeten Zollunion wirtschaftlich benachteiligt werden. Produzenten aus einem Partnerland werden nicht mehr durch den Zoll belastet und können daher u. U. günstiger anbieten als effizientere Produzenten aus einem Drittland, die daher verdrängt werden.
Eine Zollunion wird daher nur dann als wirtschaftlich effizient bewertet, wenn die Handelsschaffung die Effekte der Handelsumlenkung überkompensiert.